# Carl Scarborough
Carl Scarborough (Benton, Illinois, 3 de julio de 1914-Indianapolis, Indiana, 30 de mayo de 1953) fue un piloto de automovilismo estadounidense. Murió de agotamiento por el calor poco después de su llegada en el 12.º lugar en la Indianapolis 500 de 1953. También participó en la edición de 1951 de dicha carrera, que en ese entonces era puntuable para el Campeonato Nacional de la AAA y el Campeonato Mundial de Fórmula 1.
En la Indy 500 de 1953 falleció su compañero de equipo Chet Miller.

## Resultados

### Fórmula 1
(Clave) (negrita indica pole position) (cursiva indica vuelta rápida)

| Año     | Escudería           | 1   | 2       | 3   | 4   | 5   | 6   | 7   | 8   | 9   | Pos. | Puntos |
| ------- | ------------------- | --- | ------- | --- | --- | --- | --- | --- | --- | --- | ---- | ------ |
| 1951    | McNamara/Lee Elkins | SUI | 500 Ret | BEL | FRA | GBR | GER | ITA | ESP |     | NC   | 0      |
| 1953    | McNamara/Lee Elkins | ARG | 500 12  | NED | BEL | FRA | GBR | GER | SUI | ITA | NC   | 0      |
| Fuente: |                     |     |         |     |     |     |     |     |     |     |      |        |